# Scott Free Productions
Scott Free Productions es una empresa de producción de cine y televisión, fundada por los cineastas y hermanos Ridley Scott y Tony Scott. Así formaron una empresa caracterizada en desarrollo de filmes Percy Main Productions, en 1980, nombrando a la compañía por la aldea inglesa Percy Main, donde su padre se crio. La empresa pasó a denominarse Scott Free Productions en 1984. Scott Free produjo películas que van desde la superproducción de Hollywood Gladiator (2000) hasta "pequeñas cintas" como Cracks de 2009. Entre las producciones White Squall de 1996, y G.I. Jane de 1997 Ridley Scott reorganizó la compañía.
Scott Free Productions tiene escritorios en Londres y en Los Ángeles. Funciona con la mayor empresa de Ridley Scott, RSA Films, ayudando a directores de cine y televisión

## Filmografía

### Películas
| Año  | Título                                                     | Director                    | Notas                               |
| ---- | ---------------------------------------------------------- | --------------------------- | ----------------------------------- |
| 1970 | Loving Memory                                              | Tony Scott                  | como Scott Free Enterprises         |
| 1971 | The Great Escape                                           | Barry Tomblin               | como Scott Free Enterprises         |
| 1976 | Owen Wingrave                                              | Paul Seban                  | como Scott Free Enterprises         |
| 1976 | L' Auteur de Beltraffio                                    | Tony Scott                  | como Scott Free Enterprises         |
| 1977 | The Duellists                                              | Ridley Scott                | como Scott Free Enterprises         |
| 1991 | Thelma & Louise                                            | Ridley Scott                | como Percy Main Productions         |
| 1992 | 1492: Conquest of Paradise''                               | Ridley Scott                | como Percy Main Productions         |
| 1994 | The Browning Version                                       | Mike Figgis                 | como Percy Main Productions         |
| 1994 | Monkey Trouble                                             | Franco Amurri               | como Percy Main Productions         |
| 1996 | White Squall                                               | Ridley Scott                |                                     |
| 1996 | The Fan                                                    | Tony Scott                  |                                     |
| 1997 | G.I. Jane                                                  | Ridley Scott                |                                     |
| 1998 | Clay Pigeons                                               | David Dobkin                | Primera película en mostrar el logo |
| 1998 | Enemy of the State                                         | Tony Scott                  | (producida en asociación con)       |
| 1999 | RKO 281                                                    | Benjamin Ross               | Película de TV                      |
| 2000 | Where the Money Is                                         | Marek Kanievska             |                                     |
| 2000 | The Last Debate                                            | John Badham                 | Película de TV                      |
| 2000 | Gladiator                                                  | Ridley Scott                | (producida en asociación con)       |
| 2001 | Hannibal                                                   | Ridley Scott                |                                     |
| 2001 | Black Hawk Down                                            | Ridley Scott                | (producida en asociación con)       |
| 2002 | The Gathering Storm                                        | Richard Loncraine           | Película de TV                      |
| 2002 | Thelma & Louise: The Last Journey                          | Charles de Lauzirika        | Documental                          |
| 2002 | Red Dragon                                                 | Brett Ratner                | Sin acreditar                       |
| 2003 | Matchstick Men                                             | Ridley Scott                |                                     |
| 2004 | Tricks of the Trade: Making 'Matchstick Men'               | Charles de Lauzirika        | Documental                          |
| 2004 | Man on Fire                                                | Tony Scott                  |                                     |
| 2005 | Kingdom of Heaven                                          | Ridley Scott                |                                     |
| 2005 | In Her Shoes                                               | Curtis Hanson               |                                     |
| 2005 | Domino                                                     | Tony Scott                  |                                     |
| 2006 | Orpheus                                                    | Bruce Beresford             | Película de TV                      |
| 2006 | Tristan & Isolde                                           | Kevin Reynolds              |                                     |
| 2006 | The Path to Redemption                                     | Charles de Lauzirika        | Documental                          |
| 2006 | A Good Year                                                | Ridley Scott                |                                     |
| 2006 | Déjà Vu                                                    | Tony Scott                  |                                     |
| 2007 | Law Dogs                                                   | Adam Bernstein              | Película de TV                      |
| 2007 | The Assassination of Jesse James by the Coward Robert Ford | Andrew Dominik              |                                     |
| 2007 | American Gangster                                          | Ridley Scott                |                                     |
| 2008 | Body of Lies                                               | Ridley Scott                |                                     |
| 2009 | Tell-Tale                                                  | Michael Cuesta              |                                     |
| 2009 | Into the Storm                                             | Thaddeus O'Sullivan         | Película de TV                      |
| 2009 | The Taking of Pelham 1 2 3                                 | Tony Scott                  |                                     |
| 2009 | Cracks                                                     | Jordan Scott                |                                     |
| 2010 | Welcome to the Rileys                                      | Jake Scott                  |                                     |
| 2010 | Cyrus                                                      | Jay Duplass, Mark Duplass   |                                     |
| 2010 | Robin Hood                                                 | Ridley Scott                |                                     |
| 2010 | The A-Team                                                 | Joe Carnahan                |                                     |
| 2010 | Unstoppable                                                | Tony Scott                  |                                     |
| 2011 | Life in a Day                                              | Kevin Macdonald             | Documental                          |
| 2011 | The Grey                                                   | Joe Carnahan                |                                     |
| 2012 | Britain in a Day                                           | Morgan Matthews             | Documental                          |
| 2012 | Japan in a Day                                             | Philip Martin, Gaku Narita  | Documental                          |
| 2012 | The Polar Bears                                            | John Stevenson, David Scott | Cortometraje animado                |
| 2012 | Prometheus                                                 | Ridley Scott                |                                     |
| 2013 | The East                                                   | Zal Batmanglij              |                                     |
| 2013 | Stoker                                                     | Chan-wook Park              |                                     |
| 2013 | Welcome to the Punch                                       | Eran Creevy                 |                                     |
| 2013 | I/Nation                                                   | Timothy Gibbs               | Película de TV                      |
| 2013 | Killing Lincoln                                            | Adrian Moat                 | Película de TV                      |
| 2013 | Killing Kennedy                                            | Nelson McCormick            | Película de TV                      |
| 2013 | Springsteen & I                                            | Baillie Walsh               | Documental                          |
| 2013 | The Counselor                                              | Ridley Scott                |                                     |
| 2013 | Out of the Furnace                                         | Scott Cooper                |                                     |
| 2013 | Christmas in a Day                                         | Kevin Macdonald             | Documental                          |
| 2014 | Galyntine                                                  | Greg Nicotero               | Película de TV                      |
| 2014 | Before I Go to Sleep                                       | Rowan Joffé                 |                                     |
| 2014 | Italy in a Day                                             | Gabriele Salvatores         | Documental                          |
| 2014 | Exodus: Gods and Kings                                     | Ridley Scott                |                                     |
| 2014 | Get Santa                                                  | Christopher Smith           |                                     |
| 2015 | American Express                                           | Toby Dye                    | Documental                          |
| 2015 | Killing Jesus                                              | Christopher Menaul          | Documental                          |
| 2015 | Child 44                                                   | Daniel Espinosa             |                                     |
| 2015 | I Am Dying                                                 | Daniel Lindsay, T.J. Martin | Documental                          |
| 2015 | Swedish House Mafia - Leave The World Behind               | Christian Larson            | Documental                          |
| 2015 | Annabel's                                                  | Greg Fay                    | Documental                          |
| 2015 | Equals                                                     | Drake Doremus               |                                     |
| 2015 | The Martian                                                | Ridley Scott                |                                     |
| 2015 | Concussion                                                 | Peter Landesman             |                                     |
| 2016 | India in a Day                                             | Richie Mehta                | Documental                          |
| 2016 | Morgan                                                     | Luke Scott                  |                                     |
| 2017 | Phoenix Forgotten                                          | Justin Barber               |                                     |
| 2017 | Alien: Covenant                                            | Ridley Scott                |                                     |
| 2017 | Blade Runner 2049                                          | Denis Villeneuve            | (producida en asociación con)       |
| 2017 | Mark Felt: The Man Who Brought Down the White House        | Peter Landesman             | Coproducción con Playtone           |
| 2017 | Murder on the Orient Express                               | Kenneth Branagh             |                                     |
| 2017 | Todo el dinero del mundo                                   | Ridley Scott                |                                     |
| 2017 | Mindhorn                                                   | Sean Foley                  |                                     |
| 2019 | The Aftermath                                              | James Kent                  |                                     |
| 2019 | Boss Level                                                 | Joe Carnahan                |                                     |

### Otros
| Año             | Título                     | Formato         | Notas                                        |
| --------------- | -------------------------- | --------------- | -------------------------------------------- |
| 1997 - 2000     | The Hunger                 | Serie de TV     | 48 episodios                                 |
| 2005 - 2010     | Numb3rs                    | Serie de TV     | 118 episodios                                |
| 2007            | The Company                | Miniserie de TV | 6 episodios                                  |
| 2008            | The Andromeda Strain       | Miniserie de TV | 4 episodios                                  |
| 2009 - 2016     | The Good Wife              | Serie de TV     | 156 episodios                                |
| 2010            | The Pillars of the Earth   | Miniserie de TV | 8 episodios                                  |
| 2012            | Coma                       | Miniserie de TV | 2 episodios                                  |
| 2012            | World Without End          | Miniserie de TV | 8 episodios                                  |
| 2012            | Labyrinth                  | Miniserie de TV | 2 episodios                                  |
| 2014            | Klondike                   | Miniserie de TV | 3 episodios                                  |
| 2014            | Halo: Nightfall            | Miniserie de TV | 5 episodios (coproducido con Industrias 343) |
| 2015-2019       | The Man in the High Castle | Serie de TV     | 40 episodios                                 |
| 2016 - presente | Mercy Street               | Serie de TV     | 6 episodios                                  |
| 2016            | BrainDead                  | Serie de TV     | 10 episodios                                 |
| 2017            | Taboo                      | Serie de TV     | 9 episodios                                  |
| 2017            | The Good Fight             | Serie de TV     |                                              |